# Лидар
 Тази статия е за измервателната техника.  За реката в Индия вижте Лидар (река).  
Лидар (на английски: LIDAR, /ˈlaɪdɑːr/, също LiDAR, LADAR) е технология за дистанционно измерване на разстояния (вж. далекомер) чрез осветяване на целта с лазерна светлина и измерване времето, за което отразената светлина се връща до сензора (датчика). Разликите във времената за връщане на лазерния лъч, заедно с различни дължини на вълната след това могат да се използват за създаване на цифрови триизмерни изображения на целта. Съществуват наземни, бордови и мобилни устройства.
Това се постига чрез сензори – активни оптични системи, използващи за целта лазери и камери, и явленията на отражение на светлината и нейната дисперсия в прозрачна и полупрозрачна среда.
Обектите се осветляват с лазер и отразената светлина се анализира.
Приема се, че терминът е акроним на английски език от Light Identification Detection And Ranging (военна употреба), като други интерпретации са, че е производен на Light (светлина) + Radar, както и Light Detection And Ranging.
LiDAR се прилага с успех в различни области – геодезия, минно дело, фотограметрия и дистанционни методи, геоинформатика, география, геология, геоморфология, сеизмология, физика на атмосферата, археология. За целта са разработени съвременни лазерни инструменти, наричани лидари, чрез които се събират пространствени данни за заобикалящата среда. Въпреки високата им цена, лидарите намират все по-голямо приложение за различни области на науката и техниката в България.

## История и етимология
Абревиатурата LiDAR е употребена за пръв път през 1953 г. в труда на Мидълтон и Спилхаус „Метеорологични инструменти". Като източник на електромагнитни вълни първите лидари използват обикновени или импулсни лампи, чиито лъчи се пропускат през модулатори за получаване на светлинен импулс. Под ръководството на Малкълм Стич компанията Hughes Aircraft въвежда първата система подобна на лидар през 1961 г., малко след изобретяването на лазера. Предназначена за сателитно проследяване, тази система комбинира лазерно фокусирано изображение с възможност за изчисляване на разстояния чрез измерване на времето за връщане на сигнала с помощта на подходящи сензори и електроника за събиране на данни. Първоначално е бил наречен Colidar съкращение за COherent Light Detecting And Range, получено от термина „радар“, което е само акроним за „Радио откриване и диапазон“. От ранните колидарни системи са извлечени всички лазерни далекомери, лазерни висотомери и лидарни единици. Първото практическо наземно приложение на колидарна система е Colidar Mark II, голям лазерен далекомер, подобен на пушка, който има обхват от 7 мили и точност 15 фута, за да бъде използван за военни прицелвания. През 1963 г. в САЩ започват изпитания с преносим лазерен далекомер XM-23, с мощност на излъчване 2,5 W и обхват 200 – 10000 m. Той се превръща в основен прибор за изследователска работа през 60-те години. Оттогава датират и първите опити за атмосферни измервания с лазерен източник на светлина. 
През 1969 г. с помощта на лазерен далекомер и рефлектор, доставен на лунната повърхност от космическия кораб Аполо 11, се определя разстоянието до Луната. И до ден днешен четири рефлектора, поставени през годините от Луноход-2 и различни мисии на Аполо, се използват за наблюдение на нейната орбита. Широката общественост стана наясно с точността и полезността на лидарните системи през 1971 г. по време на мисията Аполо 15, когато астронавтите използват лазерен висотомер за картографиране на повърхността на Луната. Постепенно лазерните далекомери се обособяват в отделен технически отрасъл, а названието лидар, добило гражданственост в САЩ през 1985 г. благодарение на речника Webster, започва да се отъждествява с лазерните сканиращи технологии.

## Описание на технологията
Лидарите работят с електромагнитни вълни в ултравиолетовата, видимата и инфрачервената част на спектъра. Ето защо, за разлика от радарите те имат възможност за регистриране на изключително дребни частици – водни капки, аерозоли и молекули, с размери от порядъка на 10 µm до 250 nm. Тези параметри на сигнала, наред с по-добрата му плътност и кохерентност са идеални предпоставки за оптимално отражение от газообразни среди, което прави метода подходящ за атмосферни и метеорологични изследвания. Последните се извършват с помощта на т. нар. атмосферни лидари, чрез които освен разстояние до обектите се анализират различни физични и химични свойства на отразяващата среда. Тяхна разновидност са доплеровите лидари, с които се определят посоката и скоростта на движение на въздушни течения в атмосферата.

## Принцип на действие
Двата принципни вида лидарно измерване са директно (некохерентно) детектиране на енергия (което основно измерва промените в амплитудата на отразената светлина) и недиректно (кохерентно) детектиране (по-доброто, с измерване на доплерови отмествания или промени във фазата на отразената светлина). Кохерентните системи обикновено използват оптично измерване на интерференции. Това е по-чувствително от директното (некохерентно) измерване и им позволява да работят с много по-ниска мощност, но се изискват по-сложни лазерни детектори и предаватели.
И двата типа може да използват импулси лъчения: от микроимпулсни до високоенергийни импулси. Микроимпулсните системи се развиват през последните години в резултат на непрекъснато нарастващата компютърна мощност, съчетана с напредъка в лазерните технологии. Те използват лазерни импулси със значително по-ниска енергия, обикновено от порядъка на 1 μJ, и често са „безопасни за очите“, което означава, че могат да се използват без предпазни мерки. Системите с висока мощност са често срещани в атмосферните изследвания, където се използват широко за измерване на атмосферни параметри: височината, наслояването и плътността на облаците, свойствата на частиците на облака (коефициент на отражение, коефициент на обратно разсейване, деполяризация), температура, налягане, вятър, влажност, и концентрация на следи от газове (озон, метан, азотен оксид и др.)

## Устройство
Lidar системите се състоят от няколко основни компонента.
Лазерен източник
Скенер и оптика
Фотодетектор и приемник
Системи за позициониране и навигация
Сензор

## Приложения
Има голямо разнообразие от приложения за LiDAR, в допълнение към изброените по-долу приложения, тъй като често се споменава в националните програми за данни.
В геодезията и други сфери, за които интерес представлява точното определяне на разстояние до даден обект, се използват т. нар. сканиращи лидари, посредством които се формира двумерна или тримерна картина на околното пространство. Този метод заляга в основата на лазерното сканиране – ефективна технология за изготвяне на цифров модел на терена (DTM) и цифров модел на повърхността (DSM) на големи площи. В практиката са обособени два дяла лазерно сканиране – наземно и въздушно. В първия дял се използват лидари, монтирани на борда на различни типове летателни апарати, докато при втория се прилагат наземни лидари.
Автономните превозни средства могат да използват лидара за откриване и избягване на препятствия, за да навигират безопасно през околната среда. В транспортните системи, за да се гарантира безопасността на превозните средства и пътниците и за да се разработят електронни системи, които подпомагат водача, разбирането на превозното средство и заобикалящата го среда е от съществено значение. Лидарните системи играят важна роля за безопасността на транспортните системи. Много електронни системи, които допринасят за подпомагане на водача и за безопасността на превозното средство, като адаптивен круиз контрол (ACC), асистент за аварийно спиране и антиблокираща спирачна система (ABS), зависят от оценката на околната среда на превозното средство, за да действат автономно или полуавтономно. Това се постига чрез лидарно картографиране и оценяване.

## Алтернативни технологии
Допълнителна информация: 3-D скенер
Разработените технологии по метода „Структура въз основа на движение“ (англ. Structure From Motion, SfM) позволяват доставяне на триизмерни изображения и карти въз основа на данни, извлечени от визуална и инфрачервена фотография. Данните за котата или 3D се извличат с помощта на множество паралелни преминавания през картографирана област, като се получават както визуални светлинни изображения, така и 3D структура от един и същ сензор, който често е специално избран и калибриран цифров фотоапарат.